# Nazas, Nazas
Nazas är en ort i Mexiko.   Den ligger i kommunen Nazas och delstaten Durango, i den centrala delen av landet, 800 km nordväst om huvudstaden Mexico City. Nazas ligger 1 253 meter över havet och antalet invånare är 3 346.
Terrängen runt Nazas är kuperad åt sydväst, men åt nordost är den platt. Runt Nazas är det mycket glesbefolkat, med 5 invånare per kvadratkilometer. Omgivningarna runt Nazas är i huvudsak ett öppet busklandskap.